# Stahlflachstraße
Die Stahlflachstraße wurde etwa in den 1960er Jahren in Deutschland bei Krupp unter der Projektleitung von Friedrich Reinitzhuber entwickelt und erstmalig im Jahre 1963 zum Patent angemeldet. Sie wird benötigt als eine behelfsmäßige Fahrbahn aus Stahl, die im Straßenbau eingesetzt wird, um beispielsweise den Verkehr um eine Baustelle herumzuleiten. Sie ist einfach und schnell zu installieren, um temporäre Straßenprobleme zu vermeiden. Konstruktionsbedingt ist sie langlebig und kann mehrfach verwendet werden.
Die einzelnen Module der Behelfsfahrbahn bestehen aus Hohlflachplatten mit einer Länge von 12,25 m und einer Breite von 2,4 Metern. Die gesamte Dicke eines Moduls beträgt 30 cm. Das befahrbare obere Deckblech ist 6 mm stak und mit rutschfestem Fahrbahnmaterial beschichtet. Die Unterseite ist 3,5 mm stark. Die Aussteifung zwischen Unter- und Oberseite geschieht durch wellenförmiges, ebenfalls 3,5 mm starkes Material. Für das statisch erforderliche Material ist St 52 gewählt worden, und die Bemessung erfolgte nach den Deutschen Normen DIN 1072 für die Brückenklasse 30. Dieses Konstruktionsprinzip wurde gewählt, um die Module einfach mit einem normalen LKW zur Montagestelle transportieren zu können.
Die allseitig dicht geschlossenen Platten sind schwimmfähig und können auch auf sumpfigem und weichem Baugrund sowie in ruhigen Gewässern verlegt werden und als Behelfsfahrbahnen dienen.
Erstmalig wurde eine Stahlflachstraße neben einer Baustelle der Autobahn Frankfurt–Hannover (heute Bundesautobahn 5) auf der Europastraße 40 südlich der Anschlussstelle Butzbach eingesetzt. Sie hatte eine Gesamtlänge von nahezu 1,2 km und bestand aus einer Folge von dicht an dicht verlegten Einzelmodulen.